# Matt Groening
Matthew "Matt" Abram Groening (Portland, 15 de fevereiro de 1954) é um cartunista, roteirista, produtor, animador e dublador norte-americano, criador das séries de televisão Os Simpsons (1989–presente), Futurama (1999–2003, 2008–2013) e Disenchantment (2018–2023). Atualmente, trabalha como produtor executivo e consultor criativo de Os Simpsons.
Groening fez sua primeira venda profissional de cartoon Life in Hell para a revista de vanguarda Wet em 1978. No auge, o cartoon foi publicado em 250 jornais semanais. A Life in Hell chamou a atenção de James L. Brooks. Em 1985, Brooks contatou Groening com a proposta de trabalhar com animação para o programa de variedades da Fox, The Tracey Ullman Show. Originalmente, Brooks queria que Groening adaptasse seus personagens de Life in Hell para a série. Temendo a perda dos direitos de propriedade, Groening decidiu criar algo novo e criou uma família de desenhos animados, a família Simpson, e deu aos membros o nome de seus próprios pais e irmãs - enquanto Bart era um anagrama da palavra pirralho. Os curtas seriam transformados em sua própria série Os Simpsons, que desde então exibiu 695 episódios. Em 1997, Groening e o ex-escritor dos Simpsons David X. Cohen desenvolveram Futurama, uma série animada sobre a vida no ano 3000, que estreou em 1999, durante quatro anos na Fox, depois adquirida pela Comedy Central por temporadas adicionais. Em 2016, Groening desenvolveu uma nova série para a Netflix intitulada Disenchantment, que estreou em agosto de 2018.
Groening ganhou treze Primetime Emmy Awards, onze por Os Simpsons e dois por Futurama, bem como um British Comedy Award por "contribuição notável para a comédia" em 2004. Em 2002, ele ganhou o Prêmio Reuben da National Cartoonist Society por seu trabalho em Life in Hell. Ele recebeu uma estrela na Calçada da Fama de Hollywood em 14 de fevereiro de 2012.

## Início da vida
Groening nasceu em 15 de fevereiro de 1954 em Portland, Oregon, no meio de cinco filhos (o irmão mais velho Mark e a irmã Patty nasceram em 1950 e 1952, enquanto as irmãs mais novas Lisa e Maggie em 1956 e 1958, respectivamente). Sua mãe norueguesa americana, Margaret Ruth (nascida Wiggum; 23 de março de 1919 - 22 de abril de 2013), já foi professora, e seu pai alemão canadense, Homer Philip Groening (30 de dezembro de 1919 - 15 de março de 1996), foi cineasta, anunciante, escritor e cartunista. Homer, nascido no Main Center, Saskatchewan, Canadá, cresceu em uma família menonita de língua alemã Plautdietsch.
O avô de Matt, Abraham Groening, foi professor no Tabor College, uma faculdade de artes liberais da Irmandade Menonita em Hillsboro, Kansas antes de se mudar para o Albany College (agora conhecido como Lewis and Clark College) em Oregon em 1930.
Groening cresceu em Portland, e estudou na Ainsworth Elementary School e na Lincoln High School. De 1972 a 1977, Groening frequentou o The Evergreen State College em Olympia, Washington, uma escola de artes liberais que ele descreveu como "uma faculdade hippie, sem notas ou aulas obrigatórias, que atraía todos os esquisitões do noroeste." Ele serviu como editor do jornal do campus, The Cooper Point Journal, para o qual ele também escreveu artigos e desenhou caricaturas. Ele fez amizade com a cartunista Lynda Barry depois de descobrir que ela havia escrito uma carta de fã para Joseph Heller, um dos autores favoritos de Groening, e recebeu uma resposta. Groening atribuiu a Barry "provavelmente [sua] maior inspiração". Ele começou a se interessar por desenhos depois de assistir ao filme de animação da Disney, One Hundred and One Dalmatians, e também citou Robert Crumb, Ernie Bushmiller, Ronald Searle, Monty Python, e Charles M. Schulz como inspirações.

## Carreira

### Início da carreira
Em 1977, aos 23 anos, Groening mudou-se para Los Angeles para se tornar escritor. Ele passou pelo que descreveu como "uma série de empregos ruins", incluindo ser um figurante no filme para televisão When Every Day Was the Fourth of July, ocupar mesas, lavar pratos em uma casa de repouso, ser escriturário a loja de discos Hollywood Licorice Pizza, paisagismo em uma estação de tratamento de esgoto, e motorista e ghostwriting para um diretor de faroeste aposentado.

### Life in Hell
Groening descreveu a vida em Los Angeles para seus amigos na forma da revista em quadrinhos autopublicada Life in Hell, que foi vagamente inspirada no capítulo "How to Go to Hell" do livro de Walter Kaufmann, Critique of Religion and Philosophy. Groening distribuiu a revista em quadrinhos na livraria da Licorice Pizza, loja de discos em que trabalhava. Ele fez sua primeira venda profissional de desenho animado para a revista de vanguarda Wet em 1978. A tira, intitulada "Palavras proibidas", apareceu na edição de setembro/outubro daquele ano.
Groening havia conseguido emprego no Los Angeles Reader, um jornal alternativo recém-formado, que distribuía jornais, composição, edição e atendimento a telefones. Ele mostrou seus desenhos ao editor, James Vowell, que ficou impressionado e acabou dando a ele um lugar no jornal. Life in Hell fez sua estreia oficial como uma história em quadrinhos no Reader em 25 de abril de 1980. Vowell também deu a Groening sua própria coluna musical semanal, "Sound Mix", em 1982. No entanto, a coluna raramente seria realmente sobre música, já que ele costumava escrever sobre seus "vários entusiasmos, obsessões, irritações e problemas". Em um esforço para adicionar mais música à coluna, ele "apenas inventou coisas", inventando e revisando bandas fictícias e discos inexistentes. Na coluna da semana seguinte, ele confessaria ter fabricado tudo na coluna anterior e jurar que tudo na nova coluna era verdade. Eventualmente, ele finalmente foi convidado a desistir da coluna "música". Entre os fãs da coluna estava Harry Shearer, que mais tarde se tornaria uma voz em Os Simpsons.
Life in Hell tornou-se popular quase imediatamente. Em novembro de 1984, Deborah Caplan, então namorada de Groening e colega de trabalho no Reader, se ofereceu para publicar "Love is Hell", uma série de tiras de Life in Hell com tema de relacionamento, em forma de livro. Lançado um mês depois, o livro foi um sucesso underground, vendendo 22.000 cópias em suas duas primeiras edições. Work is Hell logo seguido, também publicado pela Caplan. Logo depois, Caplan e Groening saíram e montaram a Life in Hell Co., que lidava com o merchandising da Life in Hell. Groening também fundou o Acme Features Syndicate, que inicialmente distribuiu Life in Hell, bem como trabalhos de Lynda Barry e John Callahan, mas acabaria por distribuir apenas Life in Hell. No final de sua execução, Life in Hell foi publicado em 250 jornais semanais e foi antologizado em uma série de livros, incluindo School is Hell, Childhood is Hell, The Big Book of Hell e The Huge Book of Hell. Embora Groening tenha afirmado anteriormente: "Eu nunca desistirei dos quadrinhos. É minha base", a tira de 16 de junho de 2012 marcou a conclusão de Life in Hell. Depois que Groening terminou a tira, o Center for Cartoon Studies encomendou um pôster que foi apresentado a Groening em homenagem a seu trabalho. O pôster continha caricaturas de tributo de 22 amigos cartunistas de Groening que foram influenciados por Life in Hell.

### Os Simpsons

#### Criação
Life in Hell chamou a atenção do escritor-produtor de Hollywood e fundador da Gracie Films, James L. Brooks, que viu a tira por sua colega produtora Polly Platt. Em 1985, Brooks contatou Groening com a proposta de trabalhar com animação em um projeto futuro indefinido, que acabaria por desenvolver uma série de esquetes animados, chamados "bumpers", para o programa de variedades da Fox, The Tracey Ullman Show. Originalmente, Brooks queria que Groening adaptasse seus personagens de Life in Hell para a série. Groening temia que ele tivesse que abrir mão de seus direitos de propriedade, e que o show falhasse e levasse seus quadrinhos com ele. Groening concebeu a ideia para os Simpsons no saguão do escritório de James L. Brooks e rapidamente esboçou sua versão de uma família disfuncional: Homer, o pai obeso; Marge, a mãe esguia; Bart, o filho mais velho malcriado; Lisa, a filha inteligente do meio; e Maggie, a bebê.  Groening deu aos personagens Simpson o nome famoso de membros de sua própria família: seus pais, Homer e Marge (Margaret ou Marjorie na íntegra), e suas irmãs mais novas, Lisa e Margaret (Maggie). Alegando que era um pouco óbvio demais nomear um personagem com seu próprio nome, ele escolheu o nome "Bart", um anagrama de pirralho. No entanto, ele enfatiza que, além de algumas rivalidades entre irmãos, sua família não se parece em nada com os Simpsons. Groening também tem um irmão e uma irmã mais velhos, Mark e Patty, e em uma entrevista de 1995, Groening divulgou que Mark "é a verdadeira inspiração para Bart".
Maggie Groening co-escreveu alguns livros dos Simpsons com seu homônimo de desenho animado.

#### The Tracey Ullman Show
A família estava grosseiramente desenhada, porque Groening havia submetido os esboços básicos aos animadores, presumindo que eles os limpariam; em vez disso, eles apenas traçaram seus desenhos. Toda a família Simpson foi projetada para que fossem reconhecíveis em silhueta. Quando Groening originalmente desenhou Homer, ele colocou suas próprias iniciais na linha do cabelo e na orelha do personagem: a linha do cabelo parecia um 'M', e a orelha direita parecia um 'G'. Groening decidiu que isso seria muito perturbador e redesenhou a orelha para parecer normal. Ele ainda chama a atenção como um 'G' quando faz desenhos de Homer para os fãs. O distinto penteado colmeia de Marge foi inspirado em A Noiva de Frankenstein e no estilo que Margaret Groening usava durante a década de 1960, embora seu cabelo nunca fosse azul. O desenho original de Bart, que apareceu nos primeiros shorts, tinha cabelo mais espetado e as pontas eram de comprimentos diferentes. O número foi posteriormente limitado a nove pontas, todas do mesmo tamanho. Na época, Groening desenhava principalmente em preto e "não pensando que [Bart] acabaria sendo desenhado em cores" deu a ele pontas que parecem ser uma extensão de sua cabeça. As características físicas de Lisa geralmente não são usadas em outros personagens; por exemplo, nas temporadas posteriores, nenhum personagem além de Maggie compartilha sua linha do cabelo. Enquanto desenhava Lisa, Groening "não se deu ao trabalho de pensar nos estilos de cabelo das meninas". Ao projetar Lisa e Maggie, ele "apenas deu a elas esse tipo de cabelo espetado de estrela do mar, sem pensar que eventualmente seriam desenhados em cores". Groening fez storyboard e roteiro de cada curta (agora conhecido como Curtas de The Simpsons), que foram então animados por uma equipe incluindo David Silverman e Wes Archer, que mais tarde se tornariam diretores da série.
Os curtas dos Simpsons apareceram pela primeira vez no The Tracey Ullman Show em 19 de abril de 1987. Outro membro da família, Vovô Simpson, foi apresentado nos shorts posteriores. Anos mais tarde, durante as primeiras temporadas de Os Simpsons, quando chegou a hora de dar um primeiro nome ao vovô, Groening diz que se recusou a batizá-lo em homenagem a seu próprio avô, Abraham Groening, deixando para outros escritores a escolha do nome. Por coincidência, eles escolheram "Abraham", sem saber que era o nome do avô de Groening.

#### Meia hora
Embora The Tracey Ullman Show não tenha sido um grande sucesso, a popularidade dos curtas levou a um spin-off de meia hora em 1989. Uma equipe de produtoras adaptou Os Simpsons em uma série de meia hora para a Fox Broadcasting Company. A equipe incluiu o que agora é a casa de animação Klasky Csupo. James L. Brooks negociou uma cláusula no contrato com a rede Fox que impedia a Fox de interferir no conteúdo do programa. Groening disse que seu objetivo ao criar o programa era oferecer ao público uma alternativa ao que ele chamou de "o lixo convencional" que eles estavam assistindo. A série de meia hora estreou em 17 de dezembro de 1989 com "Simpsons Roasting on an Open Fire", um especial de Natal. "Some Enchanted Evening" foi o primeiro episódio completo produzido, mas não foi transmitido até maio de 1990, como o último episódio da primeira temporada, por causa de problemas de animação.
A série rapidamente se tornou um fenômeno mundial, para surpresa de muitos. Groening disse: "Ninguém pensou que Os Simpsons seria um grande sucesso. Ele surpreendeu todo mundo". Os Simpsons foi co-desenvolvido por Groening, Brooks e Sam Simon, um escritor-produtor com quem Brooks havia trabalhado em projetos anteriores. Groening e Simon, no entanto, não se davam bem e estavam frequentemente em conflito sobre o show; Groening uma vez descreveu seu relacionamento como "muito contencioso". Simon eventualmente deixou o show em 1993 por causa de diferenças criativas.
Assim como os principais membros da família, vários personagens da série possuem nomes que foram inspirados em pessoas, locações ou filmes. O nome "Wiggum" para o chefe de polícia, chefe Wiggum, é o nome de solteira da mãe de Groening. Os nomes de alguns outros personagens foram tirados de nomes de ruas principais na cidade natal de Groening, Portland, Oregon, incluindo Flanders, Lovejoy, Powell, Quimby e Kearney. Apesar da crença comum dos fãs de que Sideshow Bob Terwilliger foi nomeado após SW Terwilliger Boulevard em Portland, ele foi nomeado após o personagem Dr. Terwilliker do filme The 5,000 Fingers of Dr. T.
Embora Groening tenha lançado uma série de spin-offs de Os Simpsons, essas tentativas não tiveram sucesso. Em 1994, Groening e outros produtores de Simpsons apresentaram um spin-off de ação ao vivo sobre Krusty, o Palhaço (com Dan Castellaneta no papel principal), mas não tiveram sucesso em tirá-lo do chão. Groening também apresentou "Young Homer" e um spin-off sobre os cidadãos não Simpsons de Springfield.
Em 1995, Groening teve um grande desentendimento com Brooks e outros produtores dos Simpsons sobre "A Star Is Burns", um episódio de crossover com The Critic, um programa animado também produzido por Brooks e composto por muitos ex-membros da equipe dos Simpsons. Groening afirmou que temia que os espectadores "vissem isso como nada mais que uma tentativa patética de anunciar The Critic às custas de The Simpsons", e estava preocupado com a possível implicação de que ele havia criado ou produzido The Critic. Ele solicitou que seu nome fosse retirado do episódio.
Groening é creditado por escrever ou co-escrever os episódios "Some Enchanted Evening", "The Telltale Head", "Colonel Homer" e "22 Short Films About Springfield", bem como The Simpsons Movie, lançado em 2007. Ele teve várias aparições no show, com uma palestra no episódio "My Big Fat Geek Wedding". Ele atualmente atua no Os Simpsons como produtor executivo e consultor criativo.

### Futurama

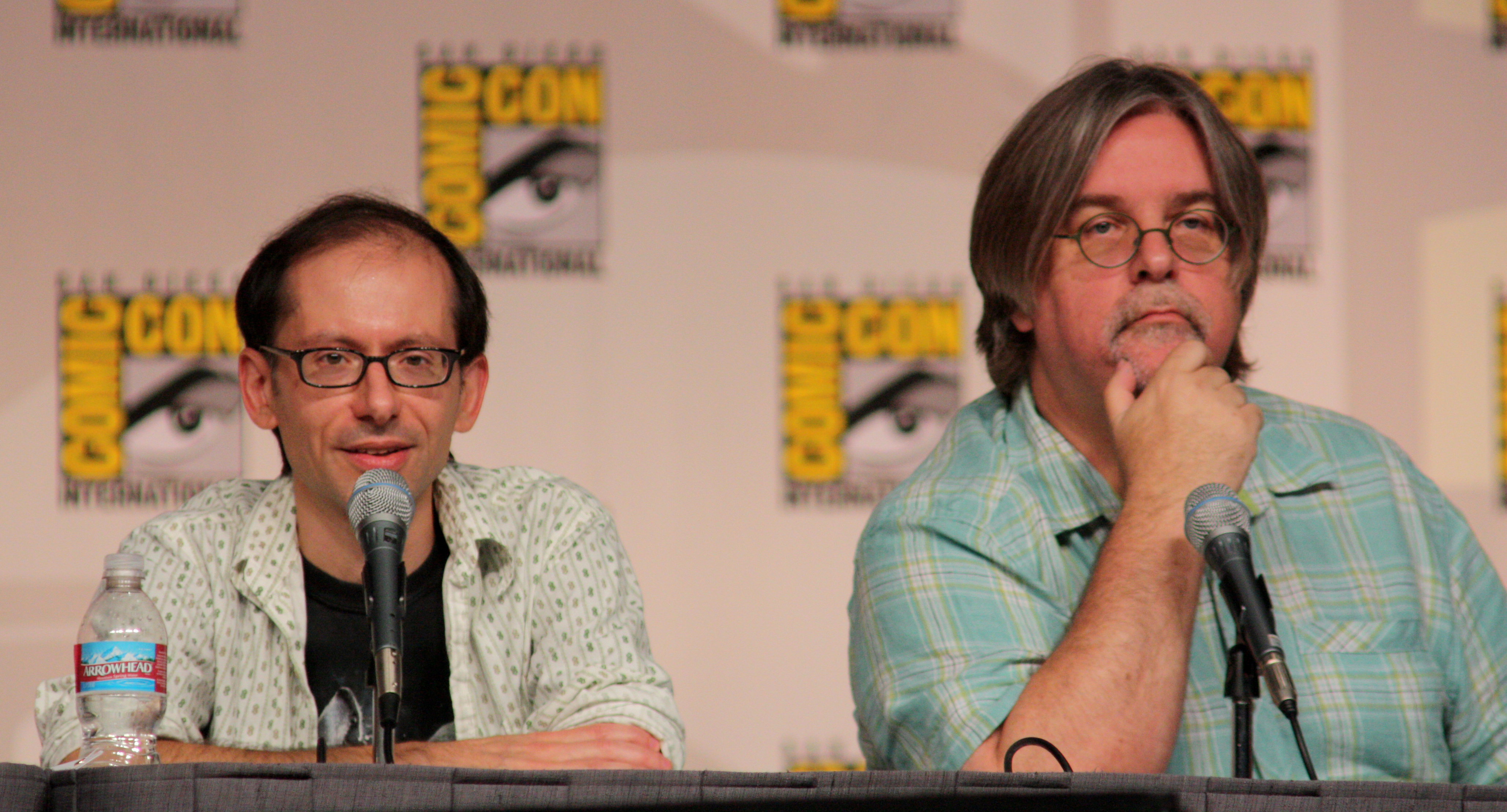
David X. Cohen e Groening no painel Futurama da Comic-Con 2009

Depois de passar alguns anos pesquisando ficção científica, Groening se juntou ao escritor/produtor dos Simpsons, David X. Cohen (conhecido como David S. Cohen na época) em 1997 e desenvolveu Futurama, uma série animada sobre a vida no ano 3000. Quando lançaram a série para a Fox em abril de 1998, Groening e Cohen já haviam composto muitos personagens e histórias; Groening afirmou que eles haviam "exagerado" em suas discussões. Groening descreveu a tentativa de colocar o programa no ar como "de longe a pior experiência de [sua] vida adulta". O programa estreou em 28 de março de 1999.
Depois de quatro anos no ar, o show foi cancelado pela Fox. Em uma situação semelhante à de Family Guy, no entanto, as fortes vendas de DVD e avaliações muito estáveis em Adult Swim trouxeram Futurama de volta à vida. Quando o Comedy Central começou a negociar os direitos de reprises de Futurama, a Fox sugeriu que havia a possibilidade de criar também novos episódios. Quando o Comedy Central se comprometeu com dezesseis novos episódios, foi decidido que quatro filmes direto para DVD – Bender's Big Score (2007), The Beast with a Billion Backs (2008), Bender's Game (2008) e Into the Wild Green Yonder (2009) – seria produzido.
Como nenhum novo projeto Futurama estava em produção, o filme Into the Wild Green Yonder foi projetado para ser o final da série Futurama. No entanto, Groening expressou o desejo de continuar a franquia Futurama de alguma forma, inclusive como um filme teatral. Em entrevista à CNN, Groening disse que "temos um ótimo relacionamento com o Comedy Central e adoraríamos fazer mais episódios para eles, mas não sei ... Estamos discutindo e há algum entusiasmo, mas eu não posso dizer se sou só eu". O Comedy Central encomendou 26 novos episódios e começou a exibi-los em 2010. O show continuou em 2013, antes do Comedy Central anunciar em abril de 2013 que não o renovaria além de sua sétima temporada. O episódio final foi ao ar em 4 de setembro de 2013.

### Disenchantment
Em 15 de janeiro de 2016, foi anunciado que Groening estava em negociações com a Netflix para desenvolver uma nova série animada. Em 25 de julho de 2017, a série Disenchantment foi encomendada pela Netflix. Os primeiros dez episódios estrearam no serviço de streaming em agosto de 2018, com os dez episódios restantes do pedido inicial programados para ir ao ar em setembro de 2019. A Netflix renovou a série por vinte episódios adicionais, que devem estrear em lotes de dez episódios em 2020 e 2021.
Groening descreveu a série orientada para a fantasia como originada em um caderno cheio de "criaturas fantásticas que não poderíamos fazer em Os Simpsons". O elenco do show inclui Abbi Jacobson, Eric Andre e Nat Faxon.

### Outras atividades
Em 1988, trabalhou numa campanha publicitária para a Apple que contratou Groening para fazer as ilustrações para uma campanha publicitária dos computadores Macintosh, que era dirigida a estudantes universitários. Groening criou um cartaz intitulado "Life in Hell" para a marca. O serviço foi feito em troca de uma impressora da marca a LaserWriter.
Em 1994, Groening formou a Bongo Comics (em homenagem ao personagem Bongo from Life in Hell) com Steve Vance, Cindy Vance e Bill Morrison, que publica histórias em quadrinhos baseadas em Os Simpsons e Futurama (incluindo Futurama Simpsons Infinitely Secret Crossover Crisis, um crossover entre os dois), bem como alguns títulos originais. De acordo com Groening, o objetivo com a Bongo é "[tentar] trazer humor para o mercado de quadrinhos bastante sombrio". Ele também formou a Zongo Comics em 1995, uma marca da Bongo que publicava quadrinhos para leitores mais maduros, que incluiu três edições do Fleener de Mary Fleener e sete edições dos quadrinhos Jimbo de seu amigo próximo Gary Panter.
Groening é conhecido por seu gosto musical eclético. Sua banda favorita é Frank Zappa e The Mothers of Invention e seu álbum favorito é Trout Mask Replica, de Captain Beefheart (que foi produzido por Zappa). Ele editou como convidado o Best Music Writing 2003 da Da Capo Press e foi curador de um festival de música All Tomorrow's Parties em 2003. Ele ilustrou a capa do álbum póstumo de Frank Zappa Frank Zappa Plays the Music of Frank Zappa: A Memorial Tribute (1996). Em maio de 2010, ele foi curador de outra edição de All Tomorrow's Parties em Minehead, Inglaterra. Ele também toca bateria na banda de rock and roll The Rock Bottom Remainders (embora esteja listado como o tocador de campana), cujos outros membros incluem Dave Barry, Ridley Pearson, Scott Turow, Amy Tan, James McBride, Mitch Albom, Roy Blount Jr., Stephen King, Kathi Kamen Goldmark, Sam Barry e Greg Iles. Em julho de 2013, Groening foi coautor de Hard Listening (2013) com o resto do Rock Bottom Remainders (publicado por Coliloquy, LLC).

## Vida pessoal
Groening e Deborah Caplan se casaram em 1986 e tiveram dois filhos juntos, Homer (conhecido como Will) e Abe, ambos os quais Groening ocasionalmente retrata como coelhos em Life in Hell. O casal se divorciou em 1999.
Em 2011, Groening se casou com a artista argentina Agustina Picasso após um relacionamento de quatro anos, e se tornou o padrasto de sua filha Camila Costantini. Em maio de 2013, Picasso deu à luz Nathaniel Philip Picasso Groening, em homenagem ao escritor Nathanael West. Ela brincou que "seu padrinho é o criador de SpongeBob, Stephen Hillenburg". Em 2015, nasceram as filhas de Groening, Luna Margaret e India Mia. Em 16 de junho de 2018, ele se tornou pai de gêmeos pela segunda vez quando sua esposa deu à luz Sol Matthew e Venus Ruth, anunciado via Instagram.
Matt é o cunhado do criador de Hey Arnold!, Dinosaur Train e Ready Jet Go!, Craig Bartlett, que é casado com a irmã de Groening, Lisa. Bartlett costumava aparecer em Simpsons Illustrated.
Groening é um agnóstico auto-identificado.

### Política
Groening fez várias contribuições de campanha, todas para candidatos e organizações do Partido Democrata. Ele doou dinheiro para as campanhas presidenciais malsucedidas dos candidatos democratas Al Gore em 2000 e John Kerry em 2004, bem como doou anteriormente para a campanha de Kerry para senador por Massachusetts. Groening também doou coletivamente ao Democratic Senatorial Campaign Committee e para as campanhas do Senado de Barbara Boxer (Califórnia), Dianne Feinstein (Califórnia), Paul Simon (Illinois), Ted Kennedy (Massachusetts), Carl Levin (Missouri), Hilary Clinton (Nova Iorque), Harvey Gantt (Carolina do Norte), Horward Metzenbaum (Ohio) e Tom Bruggere (Oregon). Ele também fez doações ao Hollywood Women's Political Committee, que apóia e faz campanha pelo Partido Democrata. Sua prima, Laurie Monnes Anderson, é membro do Senado Estadual de Oregon, representando o condado oriental de Multnomah.

## Filmografia

### Cinema
| Ano  | Título                                   | Papel          | Notas                                |
| ---- | ---------------------------------------- | -------------- | ------------------------------------ |
| 2004 | Hair High                                | Dill (voz)     |                                      |
| 2004 | Comic Book: The Movie                    | Ele mesmo      |                                      |
| 2006 | Tales of the Rat Fink                    | Finkster (voz) |                                      |
| 2007 | The Simpsons Movie                       | —              | Roteirista e produtor                |
| 2007 | Futurama: Bender's Big Score             | —              | Direct-to-DVD Produtor executivo     |
| 2008 | Futurama: The Beast with a Billion Backs | —              | Direct-to-DVD Produtor executivo     |
| 2008 | Futurama: Bender's Game                  | —              | Direct-to-DVD Produtor executivo     |
| 2009 | Futurama: Into the Wild Green Yonder     | —              | Direct-to-DVD Produtor executivo     |
| 2012 | The Longest Daycare                      | —              | Curta-metragem Roteirista e produtor |
| 2013 | I Know That Voice                        | Ele mesmo      |                                      |
| 2015 | I Thought I Told You To Shut Up!!        | Ele mesmo      | Curta-metragem                       |
| 2020 | Playdate with Destiny                    | —              | Curta-metragem Roteirista e produtor |

### Televisão
| Ano                                | Título                     | Papel          | Notas |
| ---------------------------------- | -------------------------- | -------------- | --- |
| 1987–1989                          | The Tracey Ullman Show     | —              | 48 episódios; roteirista e animador                                                                                   |
| 1989–presente                      | The Simpsons               | —              | Criador, roteirista e produtor executivo Também apareceu em 3 episódios como ele mesmo                                |
| 1996                               | Space Ghost Coast to Coast | Ele mesmo      | Episódio: "Glen Campbell"                                                                                             |
| 1999                               | Olive, the Other Reindeer  | Arturo (voz)   | Especial de TV |
| 1999–2003; 2008–2013 2023-presente | Futurama                   | —              | Criador, roteirista e produtor executivo Também apareceu no episódio: "Lrrreconcilable Ndndifferences" como ele mesmo |
| 2003                               | The Pitts                  | Caixa de banco | Episódio: "Dummy and Dummier"                                                                                         |
| 2015                               | Portlandia                 | Ele mesmo      | Episódio: "Fashion"                                                                                                   |
| 2018–2023                          | Disenchantment             | —              | Criador, roteirista e produtor executivo                                                                              |

### Videogames
| Ano  | Título                   | Voz       |
| ---- | ------------------------ | --------- |
| 2007 | The Simpsons Game        | Ele mesmo |
| 2014 | The Simpsons: Tapped Out | Ele mesmo |

### Vídeos musicais
| Ano  | Título           | Artista          | Notas              |
| ---- | ---------------- | ---------------- | ------------------ |
| 1990 | "Do the Bartman" | Nancy Cartwright | Produtor executivo |

### Parque temático
| Ano  | Título            | Notas    |
| ---- | ----------------- | -------- |
| 2008 | The Simpsons Ride | Produtor |

## Prêmios
Groening foi nomeado para 41 prêmios Emmy e ganhou treze, onze para Os Simpsons e dois para Futurama na categoria "Programa de animação excepcional (para programação de uma hora ou menos)". Groening recebeu o prêmio Reuben da National Cartoonist Society em 2002 e foi indicado para o mesmo prêmio em 2000. Ele recebeu o British Comedy Award por "contribuição notável para a comédia" em 2004. Em 2007, ele ficou em quarto lugar (e o mais alto americano de nascimento) em uma lista dos "100 maiores gênios vivos", publicada pelo jornal britânico The Daily Telegraph.
Ele foi premiado com o Prêmio Inkpot em 1988.
Ele recebeu a 2.459ª estrela na Calçada da Fama de Hollywood em 14 de fevereiro de 2012.